# Still in love with you (Electro Velvet)

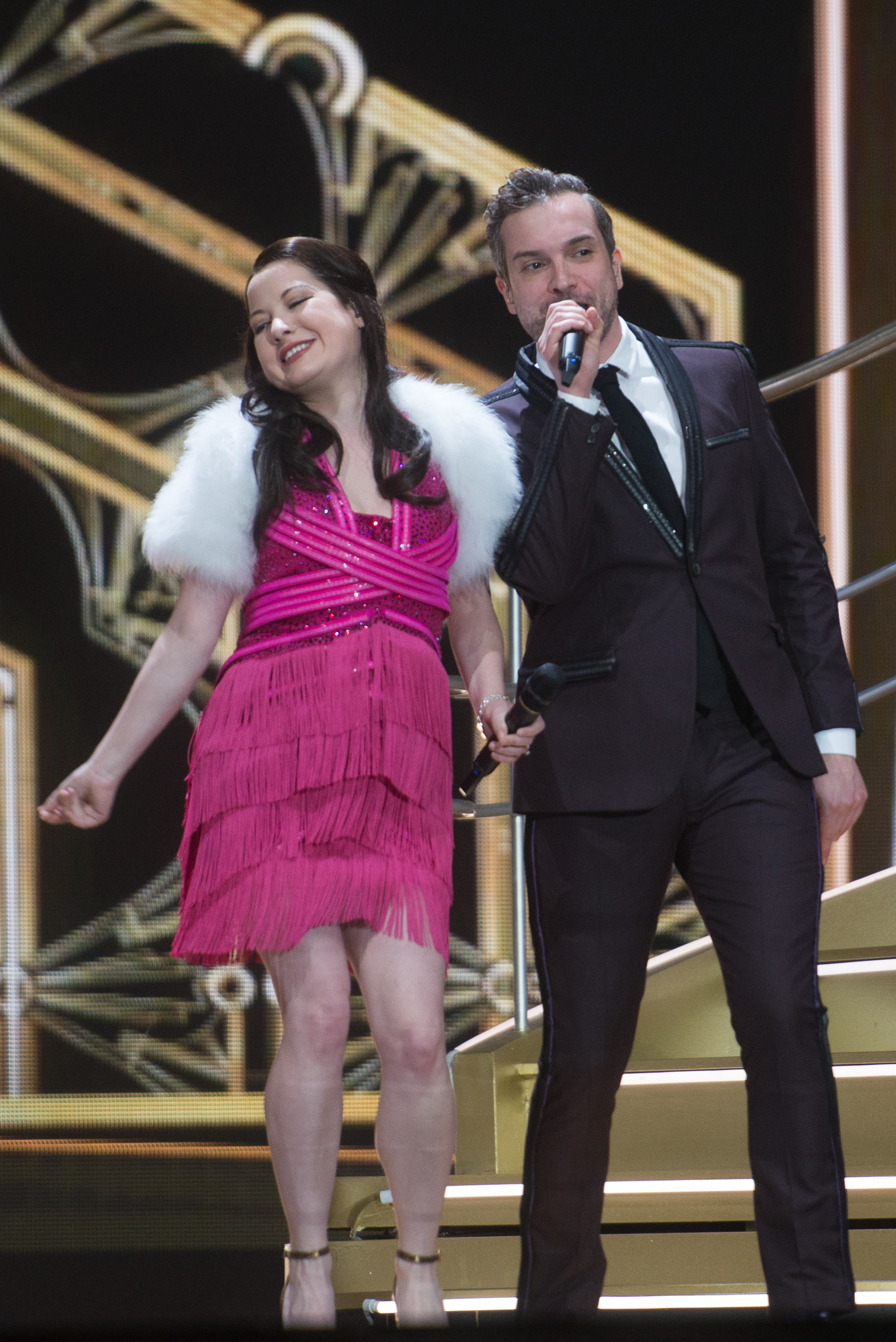
Electro Velvet bij het songfestival

Still in love with you (Nederlands: Nog steeds verliefd op jou) is een single van het Britse duo Electro Velvet. Het duo werd intern gekozen door de BBC en het nummer was de Britse inzending voor het Eurovisiesongfestival 2015 in Wenen, Oostenrijk. Aangezien het Verenigd Koninkrijk deel uitmaakt van de "Big Five", was het duo automatisch geplaatst voor de finale op 23 mei 2015. Het lied haalde er de 24ste plaats op 27 deelnemers.
Het nummer is geschreven door David Mindel en Adrian Bax White en wordt qua genre vergeleken met Caro Emerald.